# Eynesse
Eynesse é uma comuna francesa na região administrativa da Nova Aquitânia, no departamento da Gironda. Estende-se por uma área de 7,62 km². Em 2010 a comuna tinha 604 habitantes (densidade: 79,3 hab./km²).